# Strafjustizzentrum München

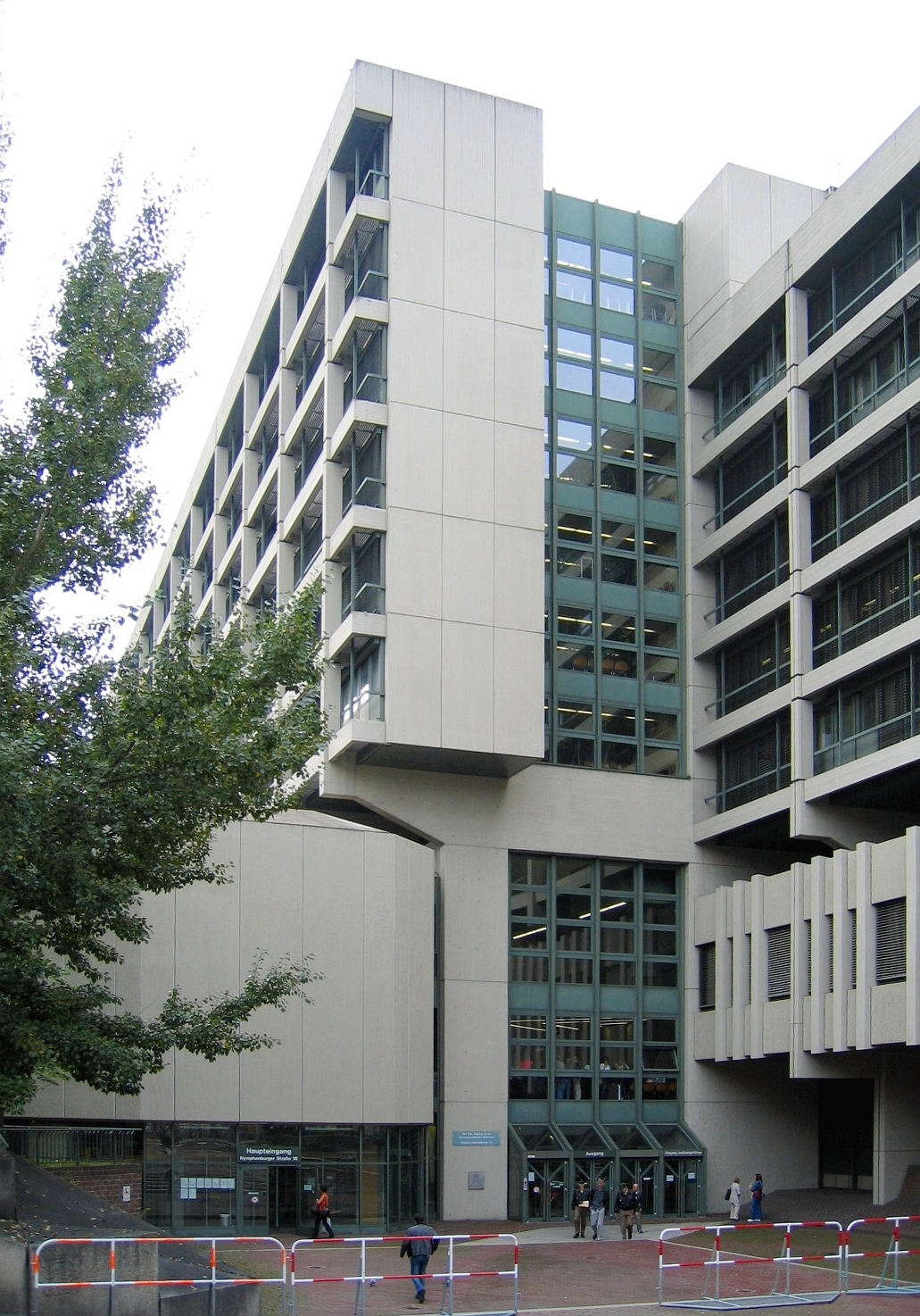
Strafjustizzentrum an der Nymphenburger Straße

Das Strafjustizzentrum München ist ein Justizgebäude in der Nymphenburger Straße in München-Maxvorstadt, welches in den 1970er Jahren erbaut wurde und die Strafabteilungen des Münchner Amtsgerichts und der Landgerichte München I und II beherbergt. Die Staatsanwaltschaft München I hat ihren Sitz im selben Komplex in der parallel verlaufenden Linprunstraße.
Aufgrund der Baufälligkeit des bisherigen Strafjustizzentrums war ein Neubau am Leonrodplatz in München-Neuhausen für das Jahr 2023 geplant. Zwischenzeitlich wird mit einem Umzug im Jahr 2026 geplant. Es soll nach Fertigstellung die Strafabteilungen des Münchner Amtsgerichts und die Strafkammern der Landgerichte München I und II, die Strafsenate des Oberlandesgerichts sowie die Staatsanwaltschaften München I und II beherbergen. Im neuen Strafjustizzentrum sollen zukünftig 1300 Menschen aus den sechs verschiedenen Justizbehörden und Gerichten arbeiten.

## Beschreibung
Das Strafjustizzentrum ist seit der Fertigstellung im Jahr 1977 ein Dienstgebäude des Münchner Amtsgerichts sowie der Landgerichte München I und II. Entsprechend der Namensgebung befinden sich in den Räumlichkeiten nur diejenigen Abteilungen und Kammern, die mit Strafsachen betraut sind. Die zivilrechtlichen Abteilungen des Münchner Amtsgerichts sowie die zivilrechtlichen Kammern der Landgerichte verteilen sich auf andere Gebäude. Ziel des Strafjustizzentrums ist es, die Strafverfolgungsbehörden und die zuständigen Gerichte in einem Gebäude zu bündeln, um zügige und reibungslose Hauptverhandlungen zu gewährleisten. Das Strafjustizzentrum verfügt derzeit über 49 Sitzungssäle. Über die Jahre ist der Baukörper so baufällig geworden, dass ein Neubau in München-Neuhausen errichtet wird. Zu den auffälligsten Mängeln zählen „plötzliche Stromausfälle“, „marode Toiletten“, eine bröckelnde Fassade und die begrenzte Tragfähigkeit der Tiefgarage.

## Neubau

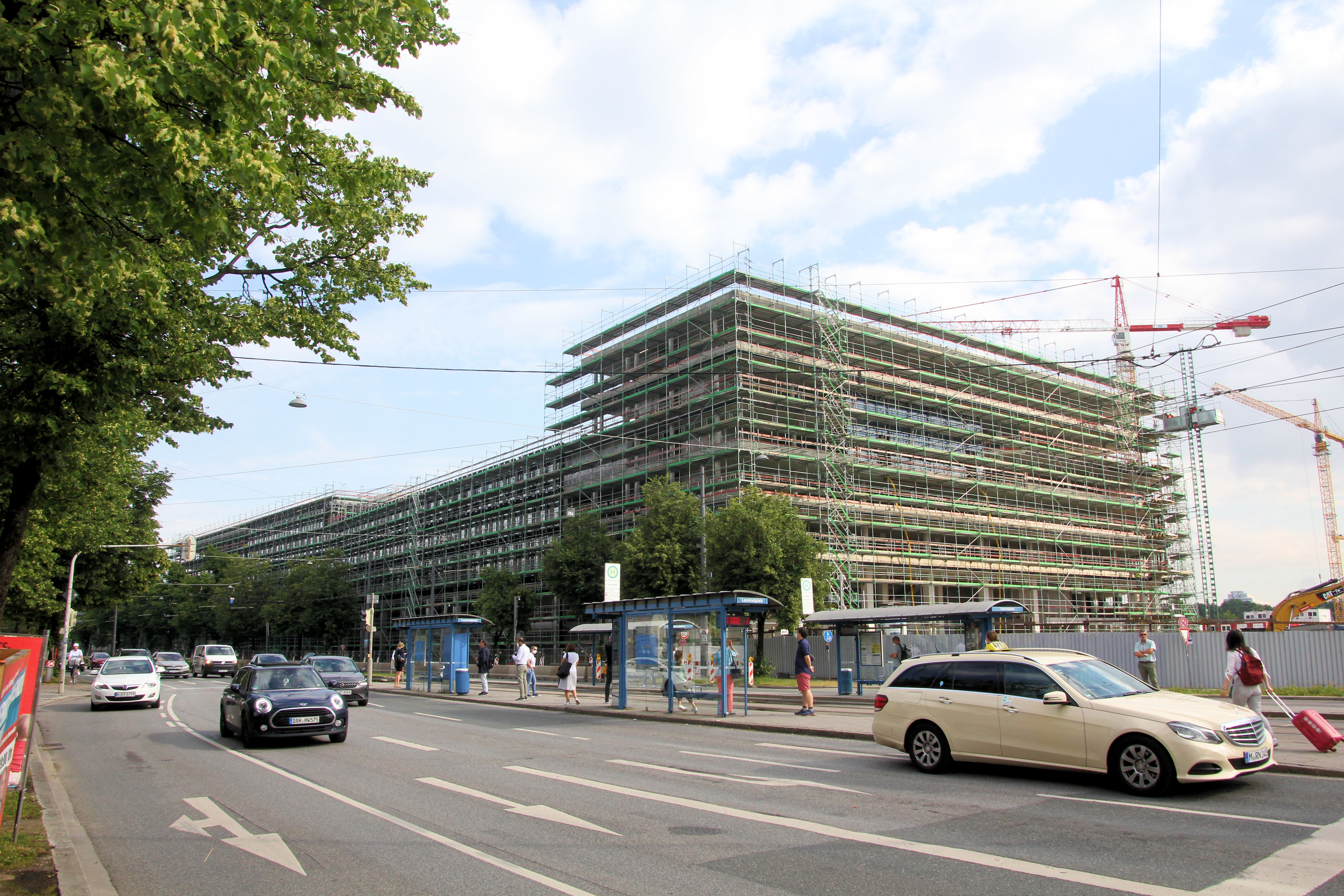
Strafjustizzentrum München, Neubau am Leonrodplatz

Der Neubau auf einer Fläche von rund 39.000 Quadratmetern an der Dachauer Straße, Ecke Schwere-Reiter-Straße wurde anfänglich mit 200 Millionen Euro veranschlagt. Bereits 2015 zeichnete sich ab, dass das Bauprojekt teurer wird. Es wurde daraufhin „mit einem Investitionsvolumen von mehr als 305 Millionen Euro“ beziffert. Mit Stand 2020 betrugen die Kosten „knapp 400 Millionen Euro“. Der Spatenstich für das zu seiner Zeit größte öffentliche Hochbauprojekt des Freistaats Bayern fand am 25. November 2015 statt. Der Neubau soll zum Leonrodplatz sieben Stockwerke hoch werden, während die rückseitige Bebauung mehrheitlich sechs- und fünfgeschossig werden soll. Das neue Strafjustizzentrum gestaltet sich nach außen geschlossen und verfügt über drei Innenhöfe, die begrünt werden und zum Teil für die Anfahrt der Gefangenentransporte verwendet werden sollen. Die Außenfassade prägt eine dichte Fassadengliederung mit fast bodentiefen Fensterfronten, die zum Leonrodplatz durch einen verglasten Fassadenrücksprung aufgebrochen wird. Der Fassadenrücksprung erstreckt sich über zwei Stockwerke und gewährt von der Straße einen Blick in die Bibliothek. Insgesamt 54 Sitzungssäle beherbergt der Neubau, von denen der größte Saal mit einer Fläche von fast 300 Quadratmetern zu den größten Sitzungssälen Deutschlands zählt. Auf die anfängliche Kritik am Standort des neuen Strafjustizzentrums, welcher im Gegensatz zum alten Standort über keine U-Bahnhaltestelle verfügt, will die Münchner Verkehrsgesellschaft mit dem Kauf neuer Trambahnen und einer Taktverdichtung reagieren. Diese sind länger als die alten Fahrzeuge und können pro Zug 260 anstatt wie bisher 220 Menschen aufnehmen. Die neuen Trambahnen sollen ab 2017 eingesetzt werden. Ursprünglich sollte der Neubau bereits 2020 in Betrieb genommen werden, später wurde der Termin auf 2024 verschoben. Mittlerweile ist der schrittweise Einzug der Justizbehörden und Gerichte für 2026 geplant.

### Kontroverse
Wegen der Drohung anarchistischer Gruppen gegen die ausführenden Architekten stehen diese unter Polizeischutz. Bereits in der Planungsphase des Neubaus wurden in der Umgebung Wände beschmiert, Scheiben eingeworfen und Fahrzeuge angezündet. Mehr als 300 Straftaten hat die Polizei den Gruppen zugeordnet, der Schaden liegt bei 350.000 Euro. Im April 2019 nahmen Beamte von Zoll, Steuerfahndung und Polizei bei einer Kontrolle auf der Baustelle 14 Personen wegen des Verdachts auf Sozialversicherungsbetrug und Steuerhinterziehung fest.